# Proiect de lege

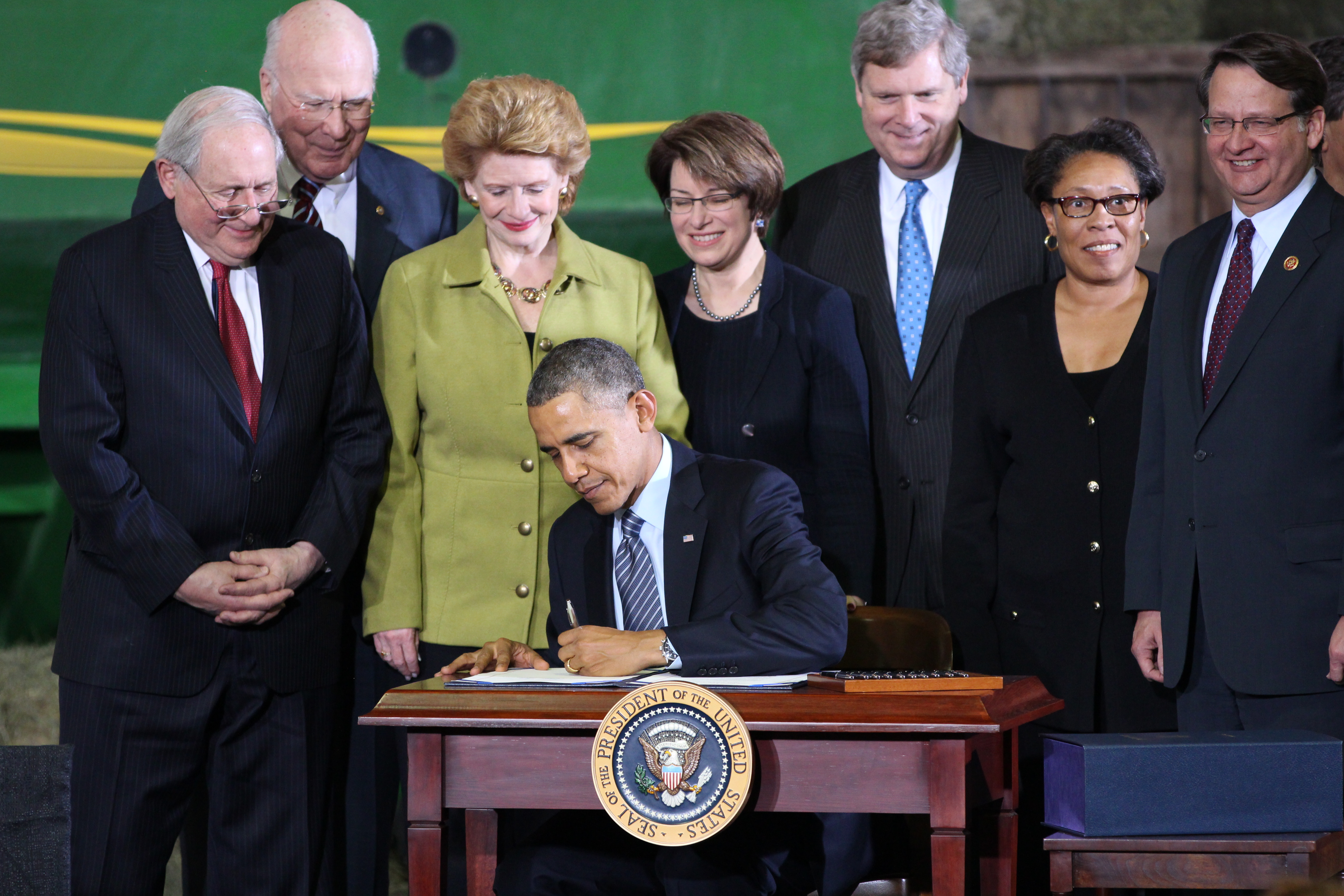
Președintele Obama semnează un proiect de lege privind agricultura

Proiectul de lege este o propunere pentru o lege nouă sau o propunere de modificare substanțială a unei legi existente. Un proiect de lege nu devine lege până când nu este adoptat de legislativ și, în majoritatea cazurilor, aprobat de executiv.
Proiectele de lege sunt introduse în legislativ, unde sunt discutate, dezbătute și supuse votului. Odată ce un proiect de lege este adoptat de legislativ, el devine act legislativ sau statut.

## Utilizare
Cuvântul „proiect de lege” (engleză bill)este folosit în principal în națiunile vorbitoare de limbă engleză, care au făcut parte anterior din Imperiul Britanic, ale căror sisteme juridice își au originea în dreptul comun al Regatului Unit, inclusiv al Statelor Unite. Părțile unui proiect de lege sunt numite clauze până în momentul în care acesta devine lege, după care părțile respective sunt denumite articole sau secțiuni.
În țările cu sisteme de drept civil (Franța, Belgia, Luxemburg, Spania și Portugalia), o lege propusă este numită „proiect de lege” (franceză projet de loi) dacă este introdusă de guvern, sau „propunere de lege” (franceză proposition de loi) dacă este o inițiativă parlamentară individuală. Unele legislative nu fac această distincție terminologică (de exemplu, parlamentul olandez folosește termenii wetsontwerp și wetsvoorstel interschimbabil).

## Caracteristici
Proiectele de lege includ:
- titluri de distincție,
- dispoziții de adoptare
- declarații de intenție
- definiții
- dispoziții de fond
- clauze tranzitorii
- data la care vor fi puse în aplicare.

Controlul prelegislativ este un proces formal desfășurat de o comisie parlamentară asupra unui proiect de lege.
În sistemul Westminster, unde executivul este ales din legislativ și deține majoritatea în camera inferioară, majoritatea proiectelor de lege sunt introduse de executiv. În principiu, legislativul se întrunește pentru a examina cererile executivului.
Atunci când o lege primară este denumită act normativ, procesul prin care un proiect de lege devine lege poate fi numit promulgare. Odată ce un proiect de lege este adoptat de legislativ, el poate deveni automat lege sau poate necesita o aprobare suplimentară. În acest caz, promulgarea poate fi realizată prin semnătura autorității competente sau printr-o proclamație oficială.

## Singapore
În Singapore, un proiect de lege parcurge următoarele etape înainte de a deveni un Act al Parlamentului:
- Prima lectură: Proiectul de lege este introdus în fața guvernului, de obicei de către membrii parlamentului. Parlamentul unicameral discută apoi proiectul, urmat de un vot. Pentru proiectele necontroversate este necesară o majoritate simplă (cel puțin jumătate din voturi pentru), iar pentru cele controversate este necesară o majoritate de două treimi. Dacă proiectul trece de vot, trece la a doua lectură.
- A doua lectură: În această etapă, proiectul este discutat mai detaliat și supus unui al doilea vot. Dacă mai mult de jumătate dintre voturi sunt favorabile, proiectul trece în comisia specială.
- Comisia specială: Aceasta este alcătuită nu doar din parlamentari, ci și din persoane care ar putea fi afectate dacă proiectul ar deveni lege. Dacă proiectul este susținut, acesta trece la a treia lectură.
- A treia lectură: După ce comisia specială a analizat proiectul și și-a exprimat sprijinul, acesta este supus unui nou vot. Dacă majoritatea voturilor sunt favorabile, proiectul este trimis Președintelui Singapore pentru asentimentul prezidențial.
- Asentimentul prezidențial: Președintele trebuie să își dea acordul pentru ca proiectul să fie adoptat. Dacă îl aprobă, proiectul devine o lege adoptată de parlamentari, cunoscută sub numele de Act al Parlamentului.